# Carmen del Sauce
Carmen del Sauce é uma comuna da província de Santa Fé, na Argentina.